# Encosto
Encosto é um termo popular entre religiões afro-brasileiras, referindo-se à interferência de eguns (mortos) ou quiumbas causando, por exemplo, doenças, e entre neopentecostais; segundo a interpretação religiosa no imaginário cultural, é um fenómeno maligno provocado a alguém por uma entidade exterior ou nomeadamente um próprio espírito malicioso ou demônio. A palavra está diretamente ligada ao termo encostar, que, segundo tradições antigas, indicava um literal encosto do espírito pernicioso à alma ou corpo do visado.
Em algumas correntes cristãs neopentecostais no Brasil, é um termo pejorativo, de utilização ampla em intolerância religiosa, principalmente em meio a Igreja Universal do Reino de Deus para se referir à mediunidade e outras práticas espiritualistas de terreiros, pais de santo e centros espíritas, atribuindo todas as manifestações a "espíritos imundos" ou ao demônio, ou também a sua presença através de supostas influências malignas em uma pessoa, desde doenças como dor e depressão, até alegadas incorporações (possessão ou obsessão), feitiços e vozes; algumas práticas de exorcismo são comumente realizadas por pastores neopentecostais nos cultos públicos, como parte das chamadas curas milagrosas e "sessões de descarrego". Essa doutrina de encosto não é aceita por denominações protestantes históricas e pentecostais clássicas.